# FC Unterföhring
Der Fußball-Club Unterföhring 1927 e. V. ist ein Sportverein aus der oberbayerischen Gemeinde Unterföhring (Landkreis München). Ursprünglich als Fußballverein gegründet, verfügt er heute über eine weitere Abteilung für Dart sowie eine Schiedsrichterabteilung.

## Geschichte
Einen ersten Versuch, in Unterföhring einen Fußballverein aufzubauen, gab es 1921. Die Gemeinschaft löste sich 1923 oder 1924 aufgrund finanzieller Probleme aber wieder auf. Am 6. März 1927 gründeten 21 Männer den FC Unterföhring, erster Vorsitzender wurde Peter Oehm. In der Isarau wurde ein Spielfeld hergerichtet und am 5. August 1927 bestritt der Verein gegen Blau-Elf München sein erstes Spiel. Anfang der 1930er Jahre wurde auch eine Schülermannschaft gegründet. In dieser Zeit wurde der Verein zwischenzeitlich in SV Unterföhring umbenannt. Nach Ende des Zweiten Weltkriegs, in welchem viele Spieler ums Leben kamen, wurde der Verein wieder zurück in FC Unterföhring umbenannt. Der spätere Ehrenvorsitzende Fritz Kohler sicherte das Überleben und schon 1946/47 wurde der Spielbetrieb mit zwei Seniorenmannschaften und einer Jugendmannschaft wieder aufgenommen. Im August 1950 wurde ein in Eigenarbeit errichtetes Umkleidehaus fertiggestellt.
Für den Verein blieben die Amateurligen des Fußballkreises München für über 50 Jahre sportliche Heimat. In der zweiten Amtszeit von Präsident Dieter Norpoth wurde der Verein neu ausgerichtet. Zwischen 2002 und 2004 stieg der FC Unterföhring drei Mal in Folge bis in die Bezirksoberliga Oberbayern auf. Nach der Meisterschaft 2010 stand er in der Landesliga Bayern Süd. In der Saison 2011/12 stieg der Verein dank des erweiterten Aufstiegsrechts im Rahmen der Spielklassenreform des Bayerischen Fußball-Verbands nach Relegation gegen den TSV Bad Abbach und den FC Ergolding in die nun fünftklassige Bayernliga Süd auf.
Nach fünf Spielzeiten in der Bayernliga wurde der FC Unterföhring in der Saison 2016/17 Vizemeister und schaffte – da Meister SV Pullach keine Lizenz beantragte – den erstmaligen Aufstieg in die Regionalliga Bayern. Weil das eigene Stadion in Unterföhring den Anforderungen für die höchste Amateurspielklasse nicht genügte, trug die erste Mannschaft ihre Heimspiele in dieser Saison im Sportpark Heimstetten (Gemeinde Kirchheim) aus. Die Mannschaft stieg am Ende der Saison 2017/18 als Tabellenletzter direkt wieder ab und wurde in der folgenden Bayernligasaison 2018/19 in die Landesliga durchgereicht, da Unterföhring die Relegation gegen den FC Deisenhofen verlor.
Die "Corona"-Saison 2019/2021 schloss der FC auf dem 9. Tabellenplatz ab. In der darauffolgenden Saison 2021/2022 schnupperte der FCU lange am Aufstieg in die Bayernliga Süd. Erst in der Relegation verlor die Mannschaft von Zlatan Simikic mit 1:4 und 2:3 gegen den SV Pullach.
In der Saison 2022/2023 trennte sich der FCU wegen mangelnden Erfolgs von Trainer Zlatan Simikic und FCU-Rekordspieler Andreas Faber übernahm das Traineramt.

## Spielstätte
Aktuelle Spielstätte des Vereins ist der Sportpark Isarau. Die nicht parallel, sondern schief zum Spielfeld ausgerichtete Tribüne besitzt 160 überdachte Sitzplätze. Ausgewiesen wird eine insgesamte Kapazität für 1000 Zuschauer.
Mit dem geplanten Neubau des Sportparks Unterföhring an der Mitterfeldallee südlich des Gewerbegebietes sollte bis 2023/24 auch ein kleines Stadion entstehen, das die Anforderungen der Regionalliga erfüllt. Aufgrund steigender Kosten während der Corona-Pandemie wurde der für 2026 anvisierte neue Sportpark durch den Gemeinderat 2021 zunächst auf unbestimmte Zeit verschoben. Nach Beschluss des Gemeinderats soll sich dieser nun ab 2026 wieder mit dem Projekt befassen.

## Erfolge
- Aufstieg in die Regionalliga Bayern: 2017
- Aufstieg in die Bayernliga: 2012
- Aufstieg in die Landesliga Bayern Süd: 2010

## Bekannte Spieler
- Manuel Baum
- Efkan Bekiroğlu
- Florian Bittner
- Martin Büchel
- Ömer Gebeşçi
- Angelo Hauk
- Karl-Heinz Lappe
- Moritz Leitner
- Peniel Mlapa
- Albion Vrenezi
- Yasin Yılmaz